# Liste der Biografien/Stup
Liste der Biografien |
Portal Biografien |
Personensuche
# |
A |
B |
C |
D |
E |
F |
G |
H |
I |
J |
K |
L |
M |
N |
O |
P |
Q |
R |
S |
T |
U |
V |
W |
X |
Y |
Z |
?
 
Sa |
Sb |
Sc |
Sd |
Se |
Sf |
Sg |
Sh |
Si |
Sj |
Sk |
Sl |
Sm |
Sn |
So |
Sp |
Sq |
Sr |
Ss |
St |
Su |
Sv |
Sw |
Sy |
Sz
 
Sta |
Ste |
Sth |
Sti |
Stj |
Stl |
Sto |
Str |
Sts |
Stt |
Stu |
Stv |
Stw |
Sty
 
Stua |
Stub |
Stuc |
Stud |
Stue |
Stuf |
Stug |
Stuh |
Stui |
Stuj |
Stuk |
Stul |
Stum |
Stun |
Stup |
Stur |
Stus |
Stut |
Stuu |
Stuv |
Stuw |
Stux |
Stuy
Die Liste der Biografien führt alle Personen auf, die in der deutschsprachigen Wikipedia einen Artikel haben. Dieses ist eine Teilliste mit 44 Einträgen von Personen, deren Namen mit den Buchstaben „Stup“ beginnt.

## Stup

### Stupa
- Stupac, Halim (* 1968), bosnischer Fußballspieler
- Stupaczuk, Franco (* 1996), argentinischer Padelspieler
- Stupak, Bart (* 1952), US-amerikanischer Politiker
- Stupak, Julija Sergejewna (* 1995), russische Skilangläuferin
- Stupak, Kiryl (* 1990), belarussischer Schachspieler
- Stupak, Nikita Petrowitsch (* 1987), russischer Skilangläufer
- Stupan von Ehrenstein, Anton Maria († 1776), österreichischer Geheimer Staatsrat
- Stupan von Ehrenstein, Felix Matthäus (1743–1800), österreichischer Jurist
- Stupan von Ehrenstein, Ignaz (1780–1840), österreichischer Hofrat
- Stupan von Ehrenstein, Johann Jakob (1664–1739), österreichischer Komponist des Barock
- Stupan, Victor (1907–2002), Schweizer Schriftsteller
- Stupanus, Emmanuel (1587–1664), Schweizer Mediziner
- Stupar Trifunović, Tanja (* 1977), bosnische Autorin und Dichterin
- Stupar, Goran (* 1972), kroatischer Handballspieler
- Stupar, Nate (* 1988), US-amerikanischer American-Football-Spieler
- Stuparich De La Barra, Tamara, US-amerikanische Filmproduzentin
- Stuparich, Giani (1891–1961), italienischer Schriftsteller
- Stupart, Doug (1882–1951), südafrikanischer Leichtathlet

### Stupe
- Stupel, Peter (1923–1997), bulgarischer Komponist

### Stupf
- Stupfel, Johann Peter (* 1725), elsässischer Publizist und Verfasser patriotischer und politischer Schriften

### Stupi
- Stupić, Matthias Leopold († 1794), Arzt, Botaniker
- Stupica, Gabrijel (1913–1990), jugoslawischer (slowenischer) Maler
- Stupin, Sergei Wladimirowitsch (* 1979), russischer Eishockeyspieler

### Stupk
- Stupka, Bohdan (1941–2012), ukrainischer Schauspieler
- Stupka, Johannes (1915–1980), deutscher Ökonom

### Stupl
- Stupljanin, Jelena (* 1978), serbische Schauspielerin

### Stupn
- Stupnicki, Helene (* 1987), österreichische Schauspielerin
- Stupnicki, Roman (1913–1954), polnischer Eishockeyspieler
- Stupnyzka, Kateryna (1996–2022), ukrainische Unteroffizierin und MilitärmedizinerinKateryna Stupnyzka (1996–2022)

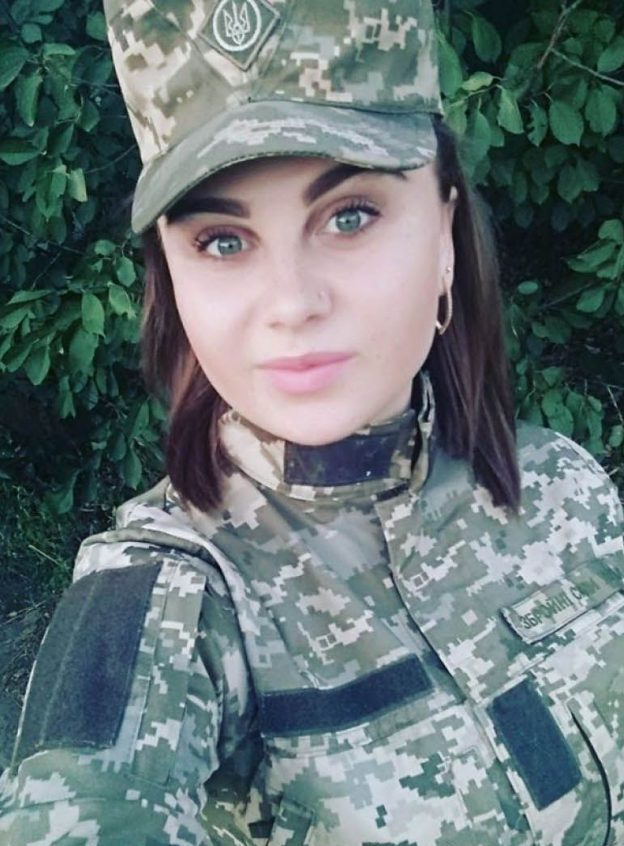
Kateryna Stupnyzka (1996–2022)

- Stupnyzkyj, Wassyl (1879–1945), ukrainischer Ethnograph, Dirigent und Komponist

### Stupp
- Stupp, Franz (1862–1933), deutscher Jurist und Politiker (Zentrum), MdR
- Stupp, Heine (1875–1955), deutscher Weltreisender
- Stupp, Hermann Joseph (1793–1870), deutscher Oberbürgermeister der Stadt Köln
- Stupp, Johann Reiner (1767–1825), deutscher Jurist und Professor
- Stupp, Karl (1841–1925), deutscher Landwirt und Politiker (Zentrum), MdR
- Stupp, Samuel I. (* 1951), amerikanischer Chemiker, Materialwissenschaftler und Biotechnologe
- Stupp, Susanne (* 1969), deutsche Kommunalpolitikerin (CDU), Bürgermeisterin von Frechen
- Stuppa, Johann Peter (1621–1701), schweizerisch-französischer Militär
- Stuppacher, Otto (1947–2001), österreichischer Autorennfahrer
- Stupper, Carl (1808–1874), österreichischer Mediziner und Apotheker
- Stupperich, Reinhard (* 1951), deutscher Klassischer Archäologe
- Stupperich, Robert (1904–2003), deutscher evangelischer Theologe
- Stuppner, Hubert (* 1944), italienischer Komponist
- Stuppy, Lisett (* 1988), deutsche Politikerin (Bündnis 90/Die Grünen), MdL